# KURURU
KURURU（くるる）は、長野市周辺の路線バスで利用できる非接触型ICカード方式による乗車カード。長野市公共交通活性化・再生協議会が商標を管理している（登録商標第5514587号）。
2012年10月27日に導入され、2025年2月14日に運用が停止されたる独自規格のものと、2025年2月1日に発行が開始され、2025年3月1日からサービスを開始した地域連携ICカード規格のものがあるが、本項ではこの両者について記す。

## 概要（独自規格）
2012年（平成24年）10月27日にアルピコ交通（川中島バス）・長電バスの長野市内発着路線 および ぐるりん号で運用が始まった。その後、順次周辺市町村に利用範囲を拡大し、2018年（平成30年）時点で長野市・須坂市・上水内郡飯綱町・同郡小川村・上高井郡高山村の2市1町2村で利用できる。裏面の記号番号の先頭2文字は、NA。
名称は公募されたもので、考案者は「やって来るすべてのバスに乗車できることから考えた」と説明している。
2025年春より、JR東日本と長野市公共交通活性化・再生協議会は、長野地域のバスなどへの「地域連携ICカード」を利用したIC乗車サービスを開始することを発表した。これによりJR東日本のSuicaでも長野地域のバスに乗車可能となる一方で、2024年までのKURURUについては新カードに移行するため運用終了が決定。独自規格カードの利用は2025年2月14日までとなり、同年3月1日から「地域連携ICカード」規格の新カードへ移行が行われた。

### カード券種

#### 一般カード
- 無記名式
  - 無記名式の持参人有効のカード。KURURU取り扱い窓口のほか、バスの車内でも購入が可能。
  - 導入時・エリア拡大時に記念カードも発行されている。
    - 「KURURUデビュー記念カード」 - 2012年（平成24年）9月9日から5,000枚限定発売。図柄は長野県PRキャラクター「アルクマ」
    - 「すざか市民バスKURURUデビュー記念カード」 - 2015年（平成27年）10月15日から2,000枚限定発売。図柄は長野県PRキャラクター「アルクマ」と、須坂市花と緑のまちづくり事業マスコットキャラクター「かんなちゃん」[7]
- 記名式
  - カード購入時に氏名・性別などの「お客様登録」をしたカードで、紛失時にカードの利用停止と再発行などが受けられる。定期券機能の搭載も可能。

#### 小児用・障害者用カード
- 小児用カード
  - 発行の際には健康保険証などの公的証明書が必要。
  - 有効期限は12歳の4月1日まで。期限経過後には大人用に切り替えが可能。
- 障害者用カード
  - 身体障害者手帳・療育手帳・精神障害者保健福祉手帳を持つ人に発行するカード。小児用・障害者介護者用も発売。
  - 発行の際には各種障害者手帳が必要。
  - 有効期限はないが、バスを降車する際、手帳を乗務員に提示する必要がある。
  - 障害者介護者カードは、障害者割引が適用される障害者と同時に同一区間を乗車する場合に限り、利用が可能。

#### 定期券
- 年間通学定期券「バスで学校」などの特別な定期券もICカードとなる。
  - 長電バス・長野電鉄の電車・バス乗継定期券はICカードではなく従来の紙の定期券で発行となる。
  - 長電バス・長野電鉄の特殊共通定期券（電車・バス共通定期券）はICカード定期券に「共通」の印が捺された専用のカバーを被せることで対応する。
- 長野市街地周辺の路線錯綜地帯ではエリア定期券制度が新たに導入された。申し込んだ路線以外にも、近接する路線の同運賃の停留所でも乗降できることがある。購入時に渡される紙片に利用できる停留所の一覧が記載されている。
- 長野市営バスの定期券はICカード化されない。従来通りの紙の定期券となる。

#### 高齢者用ICカード
長野市・上水内郡飯綱町・同郡小川村・上高井郡高山村が、70歳以上の住民に発行する福祉乗車証。各市町村共通の事項は以下の通り。
- 運賃が110円〜200円に割引となる（下表参照）。割引対象外の市町村にまたがって乗車する場合は市町村境の停留所からの乗り越し精算となるが、自動処理される。
- 70歳以上の身体障害者・知的障害者・精神障害者には、障害者用カードが発行される。
  - 障害者用を発行する際には、各種障害者手帳の提示が必要となる。
  - 障害者用を利用すると、障害者割引運賃（通常運賃の半額）と下表の利用者負担額とを比較して、安価な方が自動的に適用される[8]。障害者割引運賃が適用された場合は、バス乗務員に各種障害者手帳の提示が必要となる。

| 通常運賃      | → | 利用者負担額 |
| ------------- | - | ------------ |
| 150円〜 380円 | → | 110円        |
| 390円〜 410円 | → | 120円        |
| 420円〜 440円 | → | 130円        |
| 450円〜 480円 | → | 140円        |
| 490円〜 510円 | → | 150円        |
| 520円〜 540円 | → | 160円        |
| 550円〜 580円 | → | 170円        |
| 590円〜 610円 | → | 180円        |
| 620円〜 640円 | → | 190円        |
| 650円〜       | → | 200円        |

#### 長野市「おでかけパスポート」
- 長野市内に住所のある70歳以上の者が利用できるカード。
- 利用資格のある者には、長野市高齢者福祉課より通知がされるのでその後発行の手続きに入る。

#### 飯綱町「IIZUNAであるきバスカード」
- 飯綱町内に住所のある70歳以上の者が利用できるカード[10]。
- 飯綱町企画課に申し込むことで発行される。

#### 小川村「まめってぇバスカード」
- 小川村内に住所のある70歳以上の者が利用できるカード[11]。
- 小川村総務課総合戦略推進室に申し込むことで発行される。

#### 高山村「ふれあいパスポート」
- 高山村内に住所のある70歳以上の者が利用できるカード[12]。
- 利用資格のある者には、高山村村民生活課福祉係より通知がされるのでその後発行の手続きに入る。

### 利用エリア
以下の通り、長野市・須坂市・飯綱町・高山村の一般バス路線すべてと小川村の一部路線で利用できるが、2025年3月1日の「地域連携ICカード」の移行後は利用不可になった路線もある。
- アルピコ交通（川中島バス）
  - 善光寺・若槻方面（10・11・16・17）
  - 日赤・安茂里方面（21・22・25・27）
  - 松代・篠ノ井方面（30・31快・32・33・34・35・36・37・38）
  - 長野市東部方面（41・45・46・48・85）
  - 戸隠・鬼無里方面（70急・73・74・75急・79）
  - 通勤系統（102・103・104・111）
  - 中山間ローカル線（128・130）
  - 「通勤ライナー松代」

※臨 長野市霊園線では利用できない
- 長電バス
  - 若槻・吉田方面（61・62・62B・63・64・161・162）
  - 平林・牟礼方面（51・52・55・155）
  - 須坂・若穂方面（46・81・82・82B）
  - T 山田温泉線
  - 長野電鉄屋代線廃止代替バス 屋代須坂線
- ぐるりん号
  - C 市街地循環ぐるりん号
  - 東北ぐるりん号
  - S 篠ノ井ぐるりん号
  - Z ZOOぐる
- 長野市営バス
- 長野市乗合タクシー
※M 松代観光巡りタクシーでは利用できない
- すざか市民バス
  - S 仙仁線
  - Y 米子線
  - K 北相之島線
  - M 明徳団地線
- 飯綱町iバス
- 高山村内循環バス
- 高山村高井中山乗合タクシー

2024年末時点では、長野電鉄長野線、長野駅 - 須坂駅、小布施駅、信州中野駅、湯田中駅の券売機で切符購入での利用は可能だが、上田電鉄別所線、アルピコ交通上高地線の電車での利用はできない。また、Suicaなど他のICカードとの相互利用も2025年3月1日に新しいKURURUにSuicaの機能を付加し地域連携ICカード化がなされたことにより可能となっている。
なお、鷲沢正一長野市長（当時）は、市営バス・乗合タクシーや買い物、公共施設などでも利用できるようにすることを目指す旨を市広報で述べている（このうち市営バス・乗合タクシーでの利用は2013年に実現している）。

### 割引制度等

#### KURURUポイント
KURURU（くるる）のSF機能で運賃を支払うと、支払額に対して以下の割合でポイントが付与される。
| 利用日 | 月・火曜日 | 水曜日 | 木・金曜日 | 土休日 |
| 付与率 | 5%         | 15%    | 5%         | 25%    |

ポイントは1ヶ月分が翌月5日に確定される。確定ポイントは取扱窓口で還元処理を受けると、1ポイント＝1円（1,000円単位）として残額に加算され、運賃に充当できるようになる。
なお、2015年（平成27年）の善光寺御開帳期間中には、土・日・祝日に通常の倍の50%のポイントが付与された。

### 乗継割引
1路線目の下車から90分以内に次のバスに乗り継ぐと、乗継先のバスの運賃から50円（小児30円）が自動で割り引かれる。

### エコ定期券
従来から継続する制度。通勤定期券所持者について、土休日に定期区間外を利用すると社局を問わず1乗車100円となる。KURURU（くるる）導入により、タッチするだけで自動処理されるようになった。
なお、KURURU（くるる）導入前と異なり家族割引はなく、本人（定期券名義人）のみ対象となる。
70急・75急など一部路線・区間は対象外。

#### すざか市民バスKURURU昼割
すざか市民バスに限り、10:00〜16:00の間に利用すると、50円（小児30円）が自動で割り引かれる。

### 取扱所
| 取扱所                          | 取扱所                            | カード発売 チャージ 他 | 自動入金機 | 営業時間                | 最寄りバス停留所         | 記事                                                                                       |
| ------------------------------- | --------------------------------- | ---------------------- | ---------- | ----------------------- | ------------------------ | ------------------------------------------------------------------------------------------ |
| くるるカードセンター（TOiGO）   | くるるカードセンター（TOiGO）     | ○                      | ○          | 10:00-18:30             | 「昭和通り」             | 第2月曜日定休                                                                              |
| アルピコ交通（川中島バス）      | 長野営業所                        | ○                      | ×          | 8:00-19:00              | 「大塚南」               | 定期券は自社運行路線分 および アルピコ交通・長電バス2WAY定期券（旧共通定期券）のみ発売     |
| アルピコ交通（川中島バス）      | 長野駅前総合案内所                | ○                      | ○          | 6:20-19:00              | 「長野駅」               | 定期券は自社運行路線分 および アルピコ交通・長電バス2WAY定期券（旧共通定期券）のみ発売     |
| アルピコ交通（川中島バス）      | 戸隠支所                          | ○                      | ×          | 6:00-16:00              | 「戸隠営業所」           | 定期券は自社運行路線分 および アルピコ交通・長電バス2WAY定期券（旧共通定期券）のみ発売     |
| アルピコ交通（川中島バス）      | 新町支所                          | ○                      | ×          | 6:20-18:00              | 「新町」                 | 定期券は自社運行路線分 および アルピコ交通・長電バス2WAY定期券（旧共通定期券）のみ発売     |
| アルピコ交通（川中島バス）      | 松代営業所                        | ○                      | ×          | 7:00-19:00              | 「松代高校」             | 定期券は自社運行路線分 および アルピコ交通・長電バス2WAY定期券（旧共通定期券）のみ発売     |
| 長電バス                        | 長野営業所                        | ○                      | ×          | 6:00-21:00              | 「柳原」                 | 定期券は長電バス運行路線分 および アルピコ交通・長電バス2WAY定期券（旧共通定期券）のみ発売 |
| 長電バス                        | 飯綱営業所                        | ○                      | ×          | 平日7:00-19:00          | 「牟礼」                 | 定期券は長電バス運行路線分 および アルピコ交通・長電バス2WAY定期券（旧共通定期券）のみ発売 |
| 長野電鉄                        | 長野駅「たびプラザ」              | ○                      | ×          | 9:30-18:30              | 「長野駅」               | 定期券は長電バス運行路線分 および アルピコ交通・長電バス2WAY定期券（旧共通定期券）のみ発売 |
| 長野電鉄                        | 権堂駅                            | ○                      | ○          | 10:00-19:00             | 「権堂」                 | 定期券は長電バス運行路線分 および アルピコ交通・長電バス2WAY定期券（旧共通定期券）のみ発売 |
| 長野電鉄                        | 信濃吉田駅                        | ○                      | ×          | 10:00-19:00             | 「吉田」「北長野駅」     | 定期券は長電バス運行路線分 および アルピコ交通・長電バス2WAY定期券（旧共通定期券）のみ発売 |
| 長野電鉄                        | 須坂駅バス出札口                  | ○                      | ×          | 10:00-13:00 14:00-19:00 | 「須坂駅」               | 定期券は長電バス運行路線分 および アルピコ交通・長電バス2WAY定期券（旧共通定期券）のみ発売 |
| ステーションビルMIDORI長野店1階 | ステーションビルMIDORI長野店1階   | ×                      | ○          | 10:00-19:00             | 「長野駅」               | 元日定休                                                                                   |
| 長野市役所                      | 長野市役所                        | ○                      | ○          | 平日8:30-17:15          | 「市役所前」             | 窓口：第一庁舎2階 市民窓口課（定期券の取扱いなし） 自動入金機：第二庁舎1階                 |
| 長野赤十字病院                  | 長野赤十字病院                    | ×                      | ○          | 8:30-16:30              | 「日赤」                 | 開院日のみ                                                                                 |
| 高山村保健福祉総合センター      | 高山村保健福祉総合センター        | ○                      | ×          | 平日8:30-17:15          | 「保健福祉総合センター」 | 定期券は長電バス山田温泉線のみ発売                                                         |
| バス、乗合タクシー 車内         | 取扱車                            | ○                      | ×          | 運行時間 (停車中のみ)   |                          | バスの停車中に限り、無記名カード発売とチャージのみ可                                       |
| バス、乗合タクシー 車内         | 長野市営バス 長野市乗合タクシー   | △                      | ×          | 運行時間 (停車中のみ)   |                          | バスの停車中に限り、チャージのみ可                                                         |
| バス、乗合タクシー 車内         | アルピコ交通 「通勤ライナー松代」 | ×                      | ×          |                         |                          | カード発売不可。チャージも原則不可                                                         |

## 概要（地域連携ICカード）

地域連携ICカード化後の相互利用関係（クリックで拡大）

2025年（令和7年）2月1日から地域連携ICカードとして発行開始され、同年3月1日から運用を開始した。デザインは一般カード・おでかけパスポート共通となるが、カードの色は一般カードが青、おでかけパスポートが緑。
独自規格カードエリアのうち、すざか乗合タクシー、高山村高井中山乗合タクシー、松代通勤ライナーでは新カードは利用できない（松代通勤ライナーはKURURU定期券に限り、KURURU明細書を提示することで利用可能）。乗継割引や須坂市独自のサービスであるすざか市民バスKURURU昼割は新カード移行後も継続する予定である。

### 種類・定期券
KURURUとしては以下の種類がある。

#### 一般カード
無記名式KURURU
氏名などの個人情報を登録せずに、鉄道・バス乗車時の運賃精算や大人用のみ発売。
窓口で即時発行可能だが、紛失時の再発行は出来ない。
記名式KURURU
購入時に氏名（カタカナ）、生年月日、電話番号などの個人情報を登録するKURURUで、登録人以外は使用できない。原則としてカードの表面に氏名等の印字は行わない。
個人情報を登録することにより、万一の紛失時に使用停止措置と残高を保証した再発行が有償で受けられる。
大人用のほか、小児運賃を差し引く小児用KURURU、KURURUエリア内で割引運賃を適用する障がい者用KURURUがある。
バス車内では記名式KURURUの発売は行わない。

#### おでかけパスポート
長野市内・飯綱町内・小川村内・高山村内に住所のある70歳以上の者が利用できるカード。発行は各自治体に申し込む形となる。
独自規格カードでは各自治体によって名称が異なっていたが、地域連携ICカードではおでかけパスポートに名称が統一される。
乗車区間の通常運賃に応じて、割引対象区間内1乗車120円～300円の利用者負担額が自動的に精算される。割引適用区間外まで乗車される場合は、利用者負担額と区間外の区間運賃の合計が精算される。

#### 定期券
記名式KURURUにバスの定期券情報を追加したもの。通勤定期券のほか、通学定期券が存在する。
KURURU券面に定期券情報が印字されないため、発売時に発行される「リファレンスペーパー」（定期券通用期間と利用可能バス停が記載されている）を同時に携帯する必要がある。
新カードにおけるIC定期券の発売は、新カードに移行する14日前である2025年2月15日から発売する。独自規格カードから継続する場合は独自規格カードを窓口に提示する必要がある。
無記名式カードから記名式カードへの変更は、Suicaエリア内やJR東日本の新幹線停車駅にある「多機能券売機」と「みどりの窓口」（「KURURU」エリア内では長野駅と篠ノ井駅・今井駅・川中島駅）の「みどりの窓口」の他にも、「KURURU」取扱窓口でも受け付ける。

### ポイントサービス
新カードにおけるポイントサービスは、独自規格カードとは異なり、すでに地域連携ICカードを導入している事業者とほぼ同等の扱いとなる。
ストアードフェアを利用した乗車1回ごとに区間運賃の5%相当を付与する（定期券利用時やおでかけパスポート適用運賃での乗車の場合はポイントは付与されない）。貯まったポイントが1乗車の運賃額相当を超えている場合、下車時にポイントから自動的に運賃に充当される。ポイントの有効期間は、最後に交通ポイントを付与・利用した日から2年間である。

## 独自規格カードの取り扱い
- 独自規格カードの発売は2025年1月31日までとなり、IC乗車券としての利用は2025年2月14日までとなる。2025年2月15日から2月28日まではICカード自体は利用できない。
- 独自規格カードと地域連携ICカードになる新カードにおけるポイントサービスは別個のものとして取り扱うため、独自規格カードで付与されていたKURURUポイントは新カードに引き継がれず、ポイント付与は2024年11月30日をもって終了した他、ポイント自体の利用は2025年2月14日までとなる[22]。
- 独自規格カードにおけるIC定期券の発売は2025年1月31日までとなり、2025年2月15日から4月13日までは紙の定期券と同様に乗務員にIC定期券を提示することになる[24]。
- 独自規格カードの払い戻しは2026年3月31日まで、「KURURU」取扱窓口で手数料無料で受け付ける[24]。

## 利用方法（共通）
- 乗車時

「タッチ&ゴー」の動き

  - 乗車口のカードリーダ（読み取り装置）にICカードを軽くタッチする。その際整理券は不要である。
- 降車時
  - 降車口の運賃箱上のカードリーダーにICカードを軽くタッチさせる。
  - 液晶画面に乗車区間の運賃精算額とカードの残額が表示されると精算完了となる。
  - 残高不足の場合は不足金額が表示されるので、運転士にチャージの申し出を行うか、全額を現金で支払う。
- チャージ（入金）
  - 独自規格カードでは1,000円単位で残額が2万円までチャージが可能である。バス車内・KURURU窓口・自動チャージ機でチャージが可能。
  - 地域連携ICカードへの移行後については

アルピコ交通「通勤ライナー松代」の場合
- 乗車時
  - 運転手が持つハンディターミナルにICカードを軽くタッチさせる。
- 降車時
  - 均一料金であるため、そのまま降車する。

長野市営バス（大岡篠ノ井線を除く）・長野市乗合タクシーの場合
- 乗車時
  - 均一料金であるため、そのまま乗車する。
- 降車時
  - 運転手が持つハンディターミナルにICカードを軽くタッチさせる。

## 沿革
- 2012年（平成24年）
  - 9月9日 - 「信州バスまつり」会場にて「デビュー記念カード」（無記名式）を先行発売
  - 9月29日 - くるるカードセンター（TOiGO）にて「デビュー記念カード」（無記名式）の先行発売開始
  - 10月20日 - 各窓口にて一般カード（記名式・無記名式）・定期券の発売開始
  - 10月27日 - 運用開始。前日にアルピコ交通（川中島バス）・長電バスの回数乗車券（紙）の発売を終了（長野市外では継続）
  - 11月1日 - 長野市高齢者100円バス利用証「おでかけパスポート」ICカードの発行開始
- 2013年（平成25年）
  - 4月1日 - アルピコ交通（川中島バス）・長電バスのKURURU導入路線の定期券（電車・バス乗継定期券除く）および「おでかけパスポート」がKURURUに完全移行。従来の紙のものはすべて有効期限を迎える
  - 9月30日 - アルピコ交通（川中島バス）・長電バスの回数乗車券（紙）が、KURURU導入路線では使用できなくなる。払戻は2014年（平成26年）3月31日まで受け付ける
  - 10月1日 - 長野市営バス・長野市乗合タクシーと、アルピコ交通（川中島バス）の「通勤ライナー松代」でも利用可能になる[27]
- 2014年（平成26年）
  - 1月31日 - 長野市営バスの回数乗車券（紙）の発売を終了
- 2015年（平成27年）
  - 3月31日 - 長野市営バスの回数乗車券（紙）の利用ができなくなる（払戻制度はもともとない）
  - 10月1日 - 「おでかけパスポート」利用時の運賃（利用者負担額）が、従来の100円均一から、110円〜200円の10円刻みに変更となる
  - 10月31日 - すざか市民バスで利用可能になる[28]。ただし、この時点では上高井郡高山村にまたがる長電バス T 山田温泉線には導入されなかったため、須坂地区での回数乗車券販売は継続する
- 2016年（平成28年）
  - 10月1日 - すざか市民バスで、「KURURU昼割」が始まる[29]
  - 10月31日 - 長電バスの回数乗車券（紙）が、すざか市民バス4路線でも使用できなくなる
- 2018年（平成30年）
  - 9月28日 - 長電バスの長野・須坂地区における回数乗車券（紙）の発売を終了
  - 10月1日
    - 長電バス T 山田温泉線・高山村内循環バス「ふれあい号」・高山村高井中山乗合タクシーで利用可能になる[30]
    - 高齢者用カードに、飯綱町「IIZUNAであるきバスカード」・高山村「ふれあいパスポート」が追加される[30]
- 2019年（令和元年）
  - 10月1日 - 高齢者用カードに、小川村「まめってぇバスカード」が追加される[11]
  - 12月1日 - 飯綱町iバスで利用可能になる[31]
- 2022年（令和4年）
  - 9月27日 - 長野地区における「地域連携ICカード」を利用したIC乗車サービスの発表。
- 2024年（令和6年）
  - 9月30日 - この日をもって旧カードによる6ヶ月定期券の販売が終了。
- 2025年（令和7年）
  - 1月31日 - 従来カードの発売を終了。
  - 2月1日 - 「地域連携ICカード」となる新カードの発売を開始。
  - 2月14日 - 従来カードによる利用が終了（2月15日から2月28日まではICカードは利用できない）。
  - 3月1日 - 「地域連携ICカード」となる新カードの利用が開始。